# 中松義郎
中松義郎（日语：／ Nakamatsu Yoshirō，1928年6月26日—）是一名日本發明家和企業家，東京大學第一工學部石油工學科畢業。自稱「發明王」，日本發明家，宣稱擁有3200項發明，遠超過湯瑪斯·愛迪生；事實上以取得專利數來看，愛迪生有1093件，中松只有290件。又聲稱自己擁有工學、法學、醫學、理學、人文等博士學位，但學位的由來不明，日本國內的博士學位取得名單中並沒有中松的名字。
著書數十本，包括《頭腦革命》、《獨創力的秘密》。
2003年4月13日參加東京都知事（市長）選舉落敗。

## 部分發明
- 自動重心安定裝置（1933年）：首項發明（當時五歲）。
- 無燃料暖房裝置（1942年）
- 軟式磁碟（1950年）：中松的發明事實上是一種唱片讀取裝置，但IBM為了保護關於軟式磁碟的專利，在1979年2月與中松簽約以避免紛爭。中松與IBM共簽署過16項專利契約。
- 「Putter」哥爾夫球棍（1981年）
- 腕電話（1995年）：可戴在手腕的流動電話
- 腰痛防止器（1996年）
- 肩掛手提兼用買物袋（1997年）
- 吸臭馬桶（1998年）
- 液體電池鞋（2001年）
- 「愛的噴射機」壯陽藥（2004年）
- Cerebrex提神椅

## 外部連結
- Dr.NakaMats.Com（页面存档备份，存于）（日語、英語）
- ドクター中松義郎的X（前Twitter）